# Gastrina

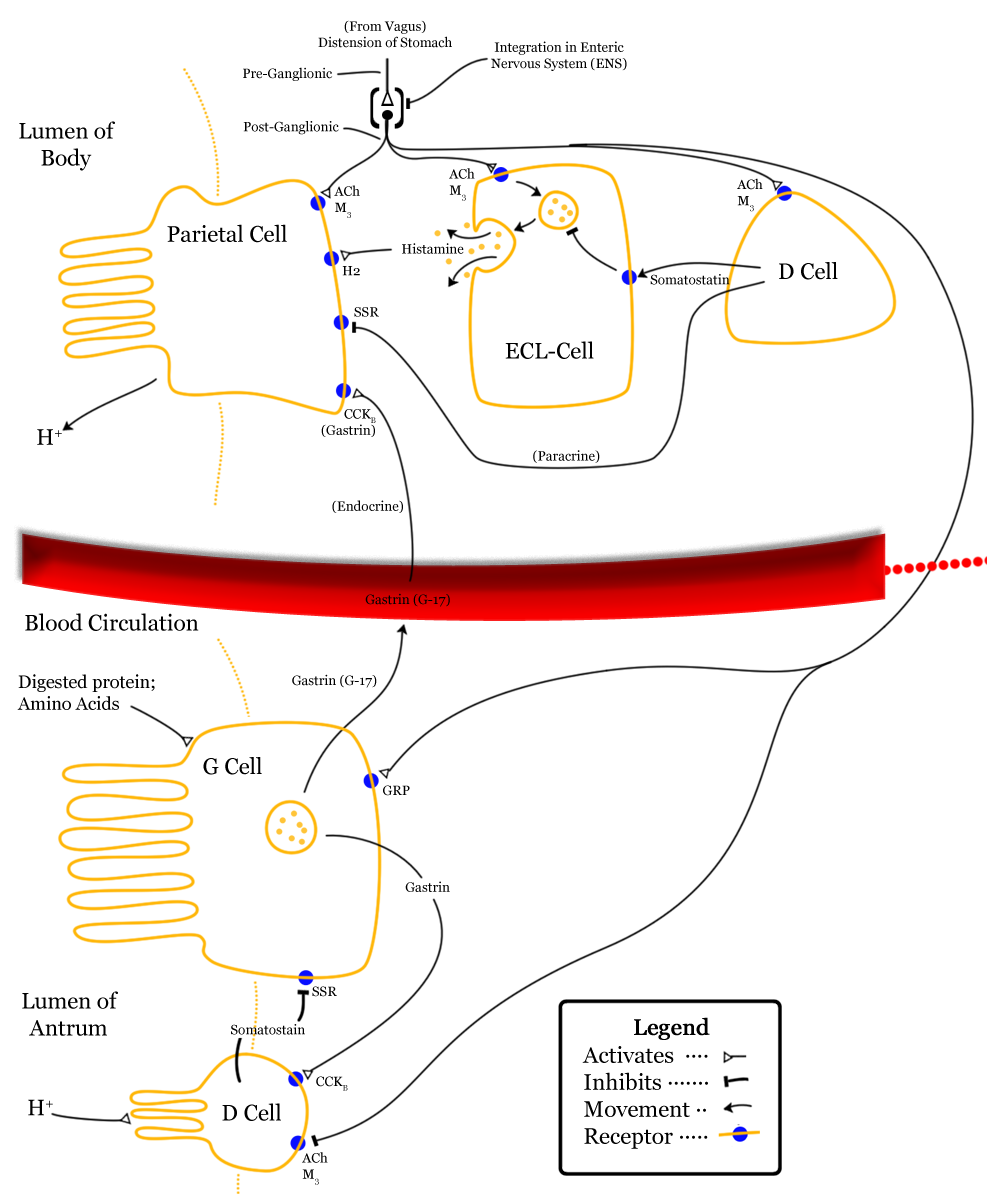
La cellula G è visibile in basso a sinistra, e la gastrina è indicata da due frecce nere che partono dalla cellula.

La gastrina è un ormone peptidico lineare presente nella mucosa protettiva dello stomaco, la cui funzione principale è regolare la secrezione gastrica. 
Esistono diverse isoforme di gastrina, le quali si differenziano per sede di produzione, velocità di turnover, potenza d'azione e catena aminoacidica, ma tutte hanno in comune la sequenza pentapeptidica terminale, la quale è quindi la responsabile della sua funzione biologica. 
Tale funzione è quella di stimolare le cellule parietali delle ghiandole ossintiche a produrre e secernere acido cloridrico. Inoltre stimola la produzione di pepsinogeno da parte delle cellule principali della stessa ghiandola (ma non è ancora chiaro se direttamente o indirettamente previa produzione di acido cloridrico). 
Altra funzione della gastrina è la regolazione dello sfintere pilorico, con la diminuzione del tono dello stesso. Tale funzione sembrerebbe avere un ruolo nell'eziopatogenesi dell'ulcera gastrica, poiché al rilascio dello sfintere pilorico segue il reflusso duodeno-gastrico, i cui acidi biliari riducono notoriamente la capacità della mucosa gastrica di produrre il bicarbonato (che normalmente protegge la mucosa dagli acidi).
La gastrina è prodotta dalle cellule G presenti nella mucosa pilorica dello stomaco e nella parte prossimale del tenue. Gli stimoli alla sua produzione possono essere di natura meccanica (cioè la distensione delle pareti dello stomaco) o di natura chimica, ad opera di peptidi (per es., il peptide di rilascio della gastrina), aminoacidi, alcool o un ambiente intragastrico troppo basico.
La secrezione di gastrina è stimolata anche da sostanze non identificate presenti nel caffè, nel vino e nella birra.

## Storia
La gastrina fu isolata per la prima volta e la sua struttura determinata nel 1964 dal chimico britannico George Wallace Kenner e dal fisiologo britannico Roderic Alfred Gregory.

## Genetica
Il gene GAST che codifica per la pre-pro-gastrina (104 aminoacidi) è localizzato sul braccio lungo del cromosoma 17 (17q21).